# 植木野町
植木野町（うえきのちょう）は、群馬県太田市にある地名（町丁）。郵便番号は373-0014。

## 概要
韮川地区にある町丁。

## 地理

### 植木野町内の区
植木野町（木崎地区）の行政区の一覧。
| 地区     | 行政区   | 読み           | 区域         |
| -------- | -------- | -------------- | ------------ |
| 韮川地区 | 植木野町 | うえきのちょう | 植木野町全域 |

### 近隣町丁
- 東新町
- 上小林町
- 台之郷町
- 矢場新町

## 世帯数と人口
2022年（令和4年）3月31日現在の世帯数と人口は以下の通りである。
| 町丁     | 世帯数  | 人口   |
| -------- | ------- | ------ |
| 植木野町 | 509世帯 | 1146人 |

## 小・中学校の学区
市立小・中学校に通う場合、学区は以下の通りとなる。
| 番地             | 小学校             | 中学校             |
| ---------------- | ------------------ | ------------------ |
| 植木野町（全域） | 太田市立駒形小学校 | 太田市立城東中学校 |

## 交通

### 鉄道
町内に鉄道は通っていない。

### 道路
- 国道402号
- 国道50号

## 施設
- ガスト太田植木野店
- ワンパーク・こども広場Bの国
- ベルク太田植木野店